# راتلسدورف (تورینگن)
راتلسدورف (به آلمانی: Rattelsdorf) یک شهر در آلمان است که در زاله‌هلتسلاند واقع شده‌است. راتلسدورف ۸۱ نفر جمعیت دارد.